# Justicia pleurolarynx
Justicia pleurolarynx är en akantusväxtart som först beskrevs av Joseph Blake, och fick sitt nu gällande namn av Badillo. Justicia pleurolarynx ingår i släktet Justicia och familjen akantusväxter. Utöver nominatformen finns också underarten J. p. hirtella.